# Jutta Klöppel
Jutta Klöppel (* 26. Mai 1931; † 23. April 2019 in Berlin) war eine deutsche Schauspielerin, Hörspielsprecherin, Sängerin und Tänzerin.

## Leben
Jutta Klöppel erhielt Schauspielunterricht bei der Schauspiellehrerin Marie Borchardt. Hier erlernte sie das ganze Programm der Bühnenarbeit, so dass sie in ihrem Berufsleben als Schauspielerin im Film, im Theater und bei Unterhaltungssendungen im Fernsehen sowie als Tänzerin und Sängerin eingesetzt werden konnte.
Sie gehörte mit ihrer Kollegin Sylva Schüler zu den verletzten Überlebenden eines Verkehrsunfalls am 8. Juni 1965, verursacht von dem unter Alkoholeinfluss stehenden Schauspieler Hans Knötzsch, bei dem dieser auf der Rückfahrt von Fernsehaufnahmen in der Nähe von Zschortau gegen einen Baum fuhr. Die Schauspieler Manfred Raasch und Günther Haack starben bei diesem Unfall bzw. an dessen Folgen.
Anfang der 1980er Jahre siedelte Jutta Klöppel in die Bundesrepublik Deutschland über, wo sie neben diversen Fernsehauftritten, mehrere Filme mit dem Regisseur Lothar Lambert drehte.

## Filmografie
- 1964: Doppelt oder nichts (Fernseh-Zweiteiler)
- 1968: Hauptmann Florian von der Mühle
- 1971: Salut Germain (Fernsehserie, 1 Episode)
- 1972: Polizeiruf 110: Verbrannte Spur (Fernsehreihe)
- 1973: Eva und Adam (Fernsehmehrteiler, 2. Teil)
- 1979: Die Rache des Kapitäns Mitchell (Fernsehfilm)
- 1982: Ehen vor Gericht (Fernsehreihe, 1. Episode)
- 1983: Eine Liebe in Deutschland

## Theater
- 1963: Varietéprogramm: Dufte Blüten (Tänzerin) – Regie: Wolfgang E. Struck (Friedrichstadt-Palast Berlin)
- 1977: Werner Heiduczek: Das andere Gesicht (Theresa) – Regie: Karl Kayser (Schauspiel Leipzig – Kellertheater)
- 1977: Tibor Déry: Fiktiver Report über ein amerikanisches Pop-Festival – Regie: Karl Kayser (Schauspiel Leipzig)
- 1986: Ray Cooney: Wenn schon, denn schon (Rezeptionistin Melling) – Regie: Wolfgang Spier (Theater am Kurfürstendamm Berlin) (auch Fernsehaufzeichnung)

## Hörspiele
- 1979: Andries Poppe: Schwäne (Mutter) – Regie: Helmut Hellstorff (Hörspiel – Rundfunk der DDR)